# Ошлей Петро Матвійович
Петро Матвійович Ошлей (20 січня 1886, маєток Октен Тальсенського повіту Курляндської губернії, тепер Талсинський край, Латвія — розстріляний 1 листопада 1937, місто Москва, тепер Російська Федерація) — радянський військовий діяч, корінтендант. Член ВУЦВК.

## Життєпис
Народився в маєтку Октен Тальсенського повіту Курляндської губернії в родині агронома (управителя маєтку). Закінчив початкове Тальсенське міське училище. У 1905 році порвав зв'язки із родиною, брав участь у революційній діяльності.
З 1907 по 1914 рік був членом Латиської соціал-демократичної партії. Підпільно працював у Берліні, де його заарештували і засудили до розстрілу, але Ошлей зумів утекти.
У 1914 році мобілізований на військову службу рядовим в лейб-гвардії Кексгольмський полк російської армії, в якому служив до кінця 1915 року. Потім навчався у 2-й Петроградській школі прапорщиків, яку закінчив у травні 1916 року. З травня по червень 1916 року — молодший офіцер 105-го запасного полку в Оренбурзі. З вересня 1916 року служив молодшим офіцером у 7-му Бауському латиському стрілецькому полку.
Член РСДРП(б) з січня 1917 року.
З грудня 1917 року — голова революційного трибуналу Вольмарського повіту Латвії.
У Червоній армії з червня 1919 року. Учасник Громадянської війни на Петроградському, Західному та Південному фронтах. З червня 1919 року — військовий комісар 2-ї бригади 4-ї стрілецької дивізії РСЧА, з грудня 1919 року — військовий комісар 10-ї стрілецької дивізії. З квітня 1920 року — військовий комісар 8-ї Мінської стрілецької дивізії. З грудня 1920 року — член Реввійськради 6-ї армії. Як особливо уповноважений штабу Південної групи військ був учасником придушення Кронштадтського повстання у березні 1921 року.
Після громадянської війни перебував на відповідальній роботі у військах та центральному апараті Народного комісаріату у військових та морських справах РРФСР.
З травня 1921 по квітень 1924 року — військовий комісар штабу Збройних сил України та Криму, а потім штабу Українського військового округу. 
З квітня 1924 року — військовий комісар Управління РСЧА, а з жовтня 1924 року — старший секретар Революційної військової ради (РВР) СРСР. З жовтня 1925 по березень 1928 року — керуючий справами Народного комісаріату з військових і морських справ та РВР СРСР (він же секретар РВР СРСР).
З березня 1928 року — начальник Військово-господарського управління Управління постачання РСЧА. З серпня 1935 року — помічник командувача Московського військового округу з матеріального забезпечення. Член Військової ради при народному комісарі оборони СРСР.
31 травня 1937 року заарештований органами НКВС. Військовою колегією Верховного Суду СРСР 31 жовтня 1937 року за звинуваченням у приналежності до військової змови в РСЧА засуджений до розстрілу. Вирок виконано наступного дня 1 листопада 1937.
Посмертно реабілітований ухвалою Військової колегії Верховного суду СРСР 19 травня 1956 року.

## Звання
- корінтендант (21.11.1935)

## Нагороди
- орден Червоного Прапора (23.02.1928)
- орден Трудового Червоного Прапора Білоруської СРР (1932)